# Керкорян, Кирк

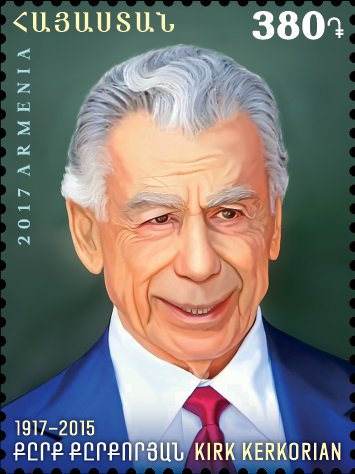
Почтовая марка Армении (2017)

Кирк Керкоря́н (англ. Kirk Kerkorian, з.-арм. Քըրք Քըրքորեան), Крико́р Крикоря́н (з.-арм. Գրիգոր Գրիգորեան) (6 июня 1917, Фресно, Калифорния, США — 16 июня 2015, Лос-Анджелес, Калифорния) — американский предприниматель, миллиардер армянского происхождения. Президент и владелец холдинговой компании «Tracinda Corporation» со штаб-квартирой в Беверли-Хиллз, Калифорния. Согласно журналу «Форбс», общее состояние Керкоряна в 2007 оценивалось в 18 млрд долларов (7-е место место в списке Forbes), в 2010 — в 3,1 млрд долларов (307-е место в списке миллиардеров Forbes), в 2012 году — 3,3 млрд долларов. На 2015 год его состояние оценивалось в приблизительно 4,2 млрд долларов. Был известен как один из основных бизнес-фигур Лас-Вегаса и как «отец мегакурорта». 40 % отелей и казино Лас-Вегаса принадлежало Кирку Керкоряну. Являлся одним из богатейших жителей Беверли-Хиллз.
В 2004 году был удостоен звания Национальный Герой Армении и получил орден «Родина».

## Биография
Родился в США в семье армянских иммигрантов, в г. Фресно (штат Калифорния, США). Его родители Агарон и Лилия Григорян покинули родную Турцию на верблюжьем караване, спасаясь от геноцида армян. С 9 лет Кирк стал зарабатывать собственным трудом. После восьми классов оставил школу, чтобы работать автомехаником и заниматься боксом. Вскоре после этого он стал местным чемпионом в полусреднем весе среди любителей.
До 1935 года занимался мелким бизнесом. В 1939 увлёкся авиацией.
Обучался в авиационной школе, был пилотом-инструктором Британских королевских воздушных сил. Участник Второй мировой войны. После войны летал на самолётах воздушных сил через Атлантический океан, установил рекорд времени по перелёту через Атлантику. В годы Второй Мировой войны переправлял бомбардировщики «Москито» из Канады на Британские острова.
Всего за два с половиной года службы в Британских ВВС переправил 33 самолёта в Европу. Совершил при этом около полусотни полётов, за каждый из которых получил по тысяче долларов. Впоследствии эти деньги и составили стартовый капитал начинающего бизнесмена. Обладая ими, он приступил к торговле самолётами, а также стал открывать чартерные авиалинии. В то время Кирк Киркорян был одним из пионеров в этом направлении бизнеса.
В 1947 году за 60 тыс. долларов он приобрёл небольшую чартерную авиакомпанию «Лос-Анджелес Айр Сервис» (Los Angeles Air Service), в авиапарке которой насчитывалось всего три самолёта. Авиакомпания связала воздушным мостом Лос-Анджелес и Лас-Вегас. Когда в конце 1950-х он стал оперировать сделками с авиационными компаниями-гигантами — такими, как Trans International Airlines, Transamerica Corporation и т. п., — его зачислили в миллионеры.
В 1962—1965 работал с акциями, заработав в течение 5 лет 37,6 млн долларов.
В 1965 он акционировал Trans International Airlines и провёл первичное размещение акций компании. За следующие три года цена акций компании более чем утроилась, и в 1968 он продал её более крупной авиакомпании Transamerica. По условиям сделки он получил 104 млн долларов наличными, а также крупный пакет акций Transamerica стоимостью около 85 млн долларов.
В 1966 занялся торговлей самолётами и, открыв чартерные авиалинии, продал их с прибылью в 104 млн долл. В 1967 он изменил род деятельности, приступив к постройке самого большого отеля в Лас Вегасе (отель «MGM Grand»). В 1986 он продал его вместе с одноименным отелем в Рино в общей сложности за 594 млн долларов.
В 1968 году занялся кинобизнесом и в следующем году стал директором компании «Метро Голдвин Майер» (MGM), к которой он в дальнейшем добавил компании «Юнайтед Артистс» (1976), «Коламбия Пикчерс» (1980) и «Двадцатый век Фокс».[1] Восьмидесятые годы отличались пассивностью в области кинопостановок, и творческая скудость не могла не сказаться на кинобизнесе. Потерпев убытки, Керкорян поспешил избавиться от «Коламбия Пикчерс» и счел более надёжным вложить деньги в игорный бизнес.
В декабре 1987 «Форчун» опубликовал список первых 400 миллионеров США. Керкорян вошел в него пятьдесят первым. Через три года он продал «Юнайтэд Артистс» австралийскому телеобъединению за миллиард и перебрался на тридцать седьмое место.
В начале 90-х Киркорян принялся скупать акции автомобильного концерна Chrysler Corporation. Позже, 6 мая 1998 года, в результате однодневного повышения курса принадлежащих ему акций путём объявления о слиянии с другой компанией — немецкой Daimler-Benz, он за день заработал 660 млн долларов. Бизнесмен был самым крупным акционером компании, оценки стоимости которой достигали впоследствии 32 млрд евро.
Также бизнесмен был в числе крупнейших владельцев другого производителя «Детройтской тройки» — «General Motors».
Он являлся владельцем гостиниц, казино, высококлассных авиалиний и «Тим парка» в Лас-Вегасе стоимостью 1 млрд долларов. С 1992 занимался благотворительностью в Республике Армения, также он щедро жертвовал средства Нагорно-Карабахской Республике.
В 2008 известнейший миллиардер Кирк Керкорян стал третьим крупнейшим совладельцем американского автоконцерна «Ford», выкупив 5,6 % акций, за эту долю ему пришлось выложить 861 млн долларов. В итоге компания Кирка Керкоряна стала третьим портфельным инвестором Ford после фондов Wellington Management (7,53 %) и Brandes Investment Partners (7,35 %).
Его помощь исторической родине позволила отремонтировать и построить новые дороги, в том числе стратегически важные магистрали, обновить туннели и городское хозяйство. В пострадавших от землетрясения 1988 года районах появились сотни домов, выстроенных для жертв стихии. Их возвёл благотворительный фонд «Линси», патронировавшийся Киркоряном. Впервые посетил Армению в 1998 году.
Филантропический размах Киркоряна коснулся и культурных объектов республики: музеи, театры, картинные галереи в последнее время роскошно отремонтированы и модернизированы.

#### Семья и хобби
Он был дважды женат. Имеет дочь Трейси от брака с танцовщицей Джин Мари Харди и приёмную дочь Линду (в честь дочерей названа его компания Tracinda). Ежедневно играл в теннис.

## Почётные звания и награды
- Удостоен звания Национальный Герой Армении (27 мая 2004) с вручением Ордена «Родина» (за исключительные заслуги общенационального характера, деятельность, направленную на обустройство и процветание Армении)
- Орден Святого Месропа Маштоца (20 сентября 2001) (за исключительные заслуги общенационального значения и патриотическую деятельность)[8]

## Разное
- В 1890 году дед Кирка, Гаспар, эмигрировал из Харберда (Западная Армения) в Южную Калифорнию и обосновался в долине Сан-Хоакин. Через пятнадцать лет его сын Агарон женился. У Агарона (Аарона) было четверо детей. Керкор, или Кирк, как его все называли, был самым младшим. Агарон кое-как сводил концы с концами, занимаясь торговлей фруктами, пока в 1921 году Америку не поразил очередной экономический спад. Тогда, чтобы прокормиться, Керкоряны перебрались в большой город Лос-Анджелес.
- Президент корпорации «Tracinda Corporation», его собственная холдинговая компания базируется в Беверли-Хиллз (Калифорния). Компания названа в честь двух его дочерей — Тресси и Линды[9]. Согласно журналу «Форбс», общее состояние Киркоряна оценивалось в 2007 году в 15 млрд долларов.
- Кирк вывел формулу своего успеха, которой потом не раз делился с менее богатыми соотечественниками. «Я просто не пытаюсь обглодать кость дочиста, — объясняет он. — Не жду, пока цены достигнут максимума. Ведь они имеют привычку неожиданно падать. Я делаю свой ход уже тогда, когда прибыль кажется мне справедливой».
- Личную жизнь миллиардер не афишировал. Он жил в роскошной резиденции в пригороде Лас-Вегаса, по миру передвигался на собственном реактивном самолёте DC-9 ценой 18 млн долларов или 45-метровой яхте.

## Благотворительная деятельность
- 1992 — занимался благотворительностью и пожертвовал 224 млн долларов Республике Армении.
- Делал многомиллионные вклады в фонд Арцаха, поддерживая его борьбу за независимость.
- Кирк Керкорян также финансировал структуры и организации армянской диаспоры в США.
- Всего Кирк Керкорян в период с 1988 по 2011 годы пожертвовал Армении и Арцаху несколько сотен миллионов долларов.
- 2010 — пожертвовал 200 млн долларов в адрес Калифорнийского университета в Лос-Анджелесе; спустя год вместе с бывшей супругой (Джин носила тогда уже фамилию Блок) объявил о создании в Калифорнийском университете Лос-Анджелеса «Фонда мечты», содействующего исследованиям в области медицины и научным программам университета, а также осуществляющего благотворительные инициативы. Фонд «Линси» передал «Фонду мечты» все свои активы, а также все благотворительные программы, находившиеся на тот момент в процессе реализации. Фонд «Линси», основанный в 1989 году, в ходе своей деятельности пожертвовал на реализацию научно-исследовательских программ и благотворительность свыше 1,1 млрд долларов. На средства фонда «Линси» реализовывались программы в США и Армении.[10]
- 2011 — пожертвовал 18 миллионов долларов в адрес подготовительной академии тенниса своего крестника, легендарного теннисиста армянского происхождения Андре Агасси, основанной теннисистом в Лас-Вегасе.

## Память
В Армении, в пострадавших от Спитакского землетрясения городах Гюмри и Спитак, восстановлению которых помогал его фонд, установлены памятники.
Одна из основных пешеходных улиц Гюмри названа в его честь.